# وزارة السياحة (اليونان)
وزارة السياحة اليونانية (باليونانية: Υπουργείo Τουρισμού)‏ هي الوزارة المسئولة عن السياحة في اليونان. تُعرف سابقاً بأسم وزارة تطوير السياحة (باليونانية: Υπουργείο Τουριστικής Ανάπτυξης)‏، ولقد تم دمجها لاحقاً مع وزارة الثقافة في 7 أكتوبر 2009 ولكن تم إعادة إنشائها كوزارة مستقلة في 21 يونيو 2012.

## قائمة الوزراء في وزارة تطوير السياحة (2004-2009)
| الأسم                                   | تلقي المنصب    | غادر المنصب    | الحزب السياسي       |
| --------------------------------------- | -------------- | -------------- | ------------------- |
| Dimitris Avramopoulos                   | 18 مارس 2004   | 15 فبراير 2006 | الديمقراطية الجديدة |
| Fani Palli-Petralia                     | 15 فبراير 2006 | 19 سبتمبر 2007 | الديمقراطية الجديدة |
| Aris Spiliotopoulos                     | 19 سبتمبر 2007 | 7 يناير 2009   | الديمقراطية الجديدة |
| Kostas Markopoulos [Κώστας Μαρκόπουλος] | 8 يناير 2009   | 7 أكتوبر 2009  | الديمقراطية الجديدة |

## قائمة وزراء السياحة (منذ 2012)
| الأسم             | أخذ المنصب    | ترك المنصب            | الحزب السياسي        |
| ----------------- | ------------- | --------------------- | -------------------- |
| Elena Kountoura   | 26 يناير 2015 | مازال في المنصب حالياً | اليونانيون المستقلون |
| Olga Kefalogianni | 21 يونيو 2012 | 25 يناير 2015         | الديمقراطية الجديدة  |

## روابط خارجية
- موقع الوزارة